# Igreja de São Mamede de Vila Verde
A Igreja de São Mamede de Vila Verde ou Igreja Velha de São Mamede de Vila Verde está localizada na Serrinha, na atual freguesia de Vila Verde e Santão, no Município de Felgueiras.
A referência à existência da igreja de São Mamede data de 1220, na altura integrando o padroado do Mosteiro de Pombeiro. No entanto, o actual edifício corresponde a uma reforma mais tardia, já em pleno período gótico, apesar de recorrer ainda à construção românica.
Está classificada como Monumento de Interesse Público desde 2012, e integra a Rota do Românico do Vale do Sousa.